# As-Saba wa-Arba’in
As-Saba wa-Arba’in (arab. السبعة وأربعين) – miasto w Syrii, w muhafazie Al-Hasaka. W 2004 roku liczyło 14 177 mieszkańców.